# 1125

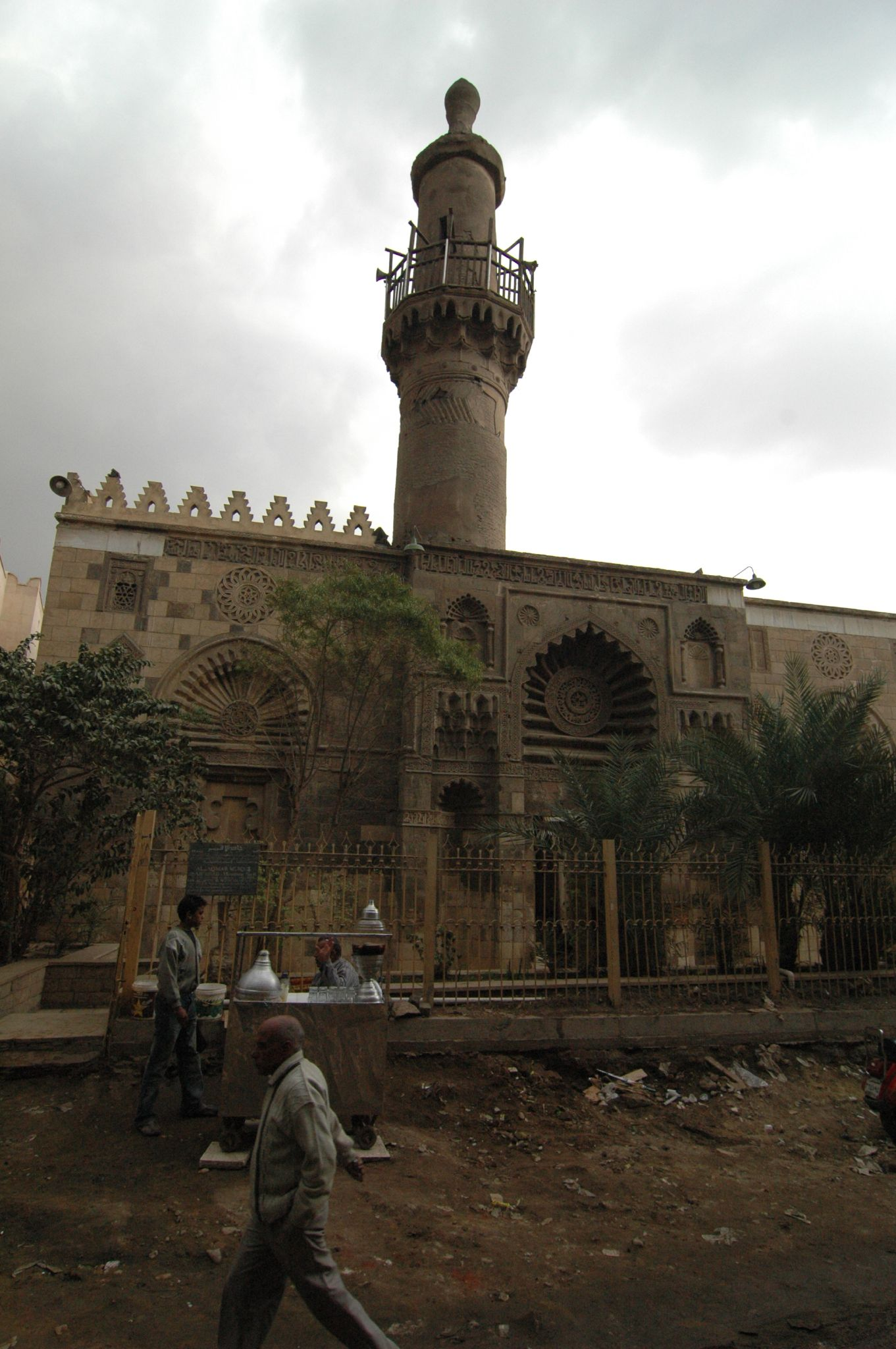
Moskee van al-Aqmar

Het jaar 1125 is het 25e jaar in de 12e eeuw volgens de christelijke jaartelling.

## Gebeurtenissen
- 11 juni - Slag bij Azaz: De kruisvaarders verslaan een overmacht van Seldjoeken.
- Zengi, de Seldjoekse leider van Mosoel, verovert ook de macht in Aleppo.
- De Deense prins Magnus Nilsson claimt als kleinzoon van Inge II de kroon van Zweden, en gaat de strijd aan met Ragnvald Knaphövde.
- Na de dood van keizer Hendrik V is het verrassend niet Frederik II van Zwaben, maar de oude Lotharius van Supplinburg, hertog van Saksen, die tot koning van Duitsland gekozen wordt.
- winter (1124-1125) - Europa wordt geteisterd door een hongersnood. Karel van Denemarken, graaf van Vlaanderen, reageert kundig om te voorkomen dat het dodental hoger oploopt, waaraan hij zijn bijnaam 'de Goede' dankt.
- Na de dood van markgraaf Bonifatius van West-Ligurië wordt het gebied verdeeld onder zijn zeven zoons.
- Alfons I van Aragón voert een veldtocht uit in moslimgebied op verzoek van de mozaraben en dringt door tot aan Alpujarra de la Sierra.
- De Moskee van al-Aqmar in Caïro wordt gebouwd.
- Het Chuzuklooster wordt gesticht.
- De abdij van Hautecombe wordt gesticht.
- Voor het eerst genoemd: Breda, Born, Grimbergen, Heverlee, Hillegom, Kerksken, Malderen, Schriek, Tremelo

## Opvolging
- Bohemen - Wladislaus I opgevolgd door zijn neef Soběslav I
- Boulogne - Eustaas III opgevolgd door zijn dochter Mathilde
- graafschap Bourgondië - Willem II opgevolgd door zijn zoon Willem III onder toezicht van Reinoud van Mâcon
- Champagne - Hugo I opgevolgd door zijn neef Theobald IV van Blois
- Duitsland - Hendrik V opgevolgd door Lotharius van Supplinburg
- Georgië - David IV opgevolgd door zijn zoon Demetrius I
- Kiev - Vladimir Monomach opgevolgd door zijn zoon Mstislav I
- Moravië-Brno - Otto II opgevolgd door Vratislav
- Rijn-Palts - Willem van Ballenstedt naast Godfried van Calw

## Geboren
- 17 oktober - Steven I, heer van Zuylen en Anholt
- Otto de Rijke, markgraaf van Meißen
- Berthold IV, hertog van Zähringen (jaartal bij benadering)
- Ottokar III, markgraaf van Stiermarken (jaartal bij benadering)
- Øystein II, koning van Noorwegen (jaartal bij benadering)
- Reinoud van Châtillon, Frans kruisvaardersleider (jaartal bij benadering)
- Sven III, koning van Denemarken (jaartal bij benadering)
- Wierchoslawa van Novgorod, echtgenote van Boleslaw IV van Polen (jaartal bij benadering)

## Overleden
- 24 januari - David de Bouwer (~51), koning van Georgië (1089-1125)
- 19 mei - Vladimir Monomach (~71), grootvorst van Kiev (1113-1125)
- 23 mei - Hendrik V, koning en keizer van Duitsland (1105-1125)
- 22 juni - Lambertus van Sint-Bertinus (~64), Vlaams abt
- 27 september - Richeza van Berg (~30), echtgenote van Wladislaus I van Bohemen
- 29 december - Agnes van Zwaben, Duits abdis
- Bonifatius, markgraaf van West-Ligurië
- Wladislaus I, hertog van Bohemen (1109-1117, 1120-1125)
- Willem II (~50), graaf van Bourgondië en Macôn